# Gymnasium am Bötschenberg
Das Gymnasium am Bötschenberg (schulintern kurz: GaBö) ist ein Gymnasium in der niedersächsischen Kreisstadt Helmstedt in Deutschland, das bis zum 31. Juli 2004 ein reines Oberstufengymnasium war. Die Schule wurde zur Sechszügigkeit im 11. Jahrgang erweitert. Ab dem Schuljahr 2004/2005 wurde sie neben der gymnasialen Oberstufe um die Klassen 5 bis 6 erweitert. In den folgenden Jahren kam jeweils ein weiterer Schuljahrgang hinzu, so dass im Schuljahr 2009/2010 alle Klassenstufen vorhanden waren. Der Einzugsbereich des Gymnasiums erstreckt sich über den gesamten Landkreis Helmstedt. Die Schule ist Mitglied im Schulverbund 'Blick über den Zaun'.

## Geschichte
Die „Staatliche Oberschule im Aufbau“ an der Wilhelmstraße in Helmstedt wurde 1948 gegründet; der erste Klassenraum wurde am Brunnenweg in Bad Helmstedt bezogen. Die Oberstufe wurde 1952 in die 11. Klassen des Julianums eingegliedert. Wachsende Raumknappheit, das Fehlen von Fachräumen und sanitären Anlagen veranlassten den Niedersächsischen Landtag 1955 zum Antrag auf Neubau der Niedersächsischen Heimschule. Für Mittelschulabsolventen wurde 1958 die Schule umgegliedert. Das heutige Schulgelände wurde 1960 bezogen. Es erfolgte 1981 die Umbenennung in „Gymnasium am Bötschenberg“. 1982 kam es zur Übernahme des Gymnasiums am Bötschenberg durch den Landkreis Helmstedt, auf den auch die Schulträgerschaft vom Land Niedersachsen überging. Der Internatsbetrieb wurde eingestellt und die Schule als gymnasiale Oberstufe weitergeführt. Der zuständige Dezernent drohte 1983 mit der Schließung der Schule, da die Schülerzahlen zurückgingen. Die erste Homepage der Schule ging 2000 ans Netz. Eine Elterninitiative, die sich für die Weiterentwicklung der Schule im Landkreis Helmstedt einsetzt, wurde 2003 gegründet. Die Schule wurde 2004 um die Klassen 5 und 6 erweitert (freiwillige Selbstbeschränkung auf Zweizügigkeit). Durch Beschluss des Kreistages erfolgte 2005 die Beschränkung auf Vierzügigkeit in Klasse 11 mit jährlicher Überprüfung.

## Schulpartnerschaften
Das Gymnasium am Bötschenberg pflegt Partnerschaften mit den folgenden Gymnasien:
- Hangzhou High School in Hangzhou, China seit 2011
- I.E.S. “Alcrebite” in Baza, Spanien seit 2013
- Christelijk College Groevenbeek in Ermelo, Niederlande seit 2010
- Colegiul Naţional „Aurel Vlaicu“ in Orăștie, Rumänien seit 2004
- Liceo Scientifico di Fiuggi “Dante Alighieri” in Fiuggi, Italien seit 2003
- Le lycée professionnel du 1er film in Lyon, Frankreich seit 2003

## Auszeichnungen
Das Gymnasium am Bötschenberg wurde in folgenden Wettbewerben ausgezeichnet:
- 2002: Projektwettbewerb der Deuregio Ostfalen e.V. Sonderpreis für soziales Engagement
- 2003: Europaschule
- 2004: Umweltschule in Europa
- 2005: Schule ohne Rassismus – Schule mit Courage
- 2005: BLK-Programm Transfer 21 Niedersachsen
- 2006: Humanitäre Schule
- 2007: ZDF-Wettbewerb „Gesucht: Die sportlichste Klasse Deutschlands“ Bundessieger: Klasse 6b
- 2008: Landesleistungsstützpunkt Leichtathletik
- 2008: Sportfreundliche Schule
- 2010: Gütesiegel Lions Quest
- 2010: Partnergymnasium der Otto-von-Guericke-Universität Magdeburg
- 2011: 1. Platz beim Sportabzeichen-Schulwettbewerb 2011 des DOSB
- 2012: Auszeichnung mit dem Qualitätssiegel eTwinning der Europäischen Union
- 2013: Auszeichnung als Partnerschule des VFL Wolfsburg
- 2014: Sportfreundliche Schule
- 2014: Europaschule in Niedersachsen – In Anerkennung der besonderen schulischen Förderung des Europagedankens
- 2015: Anerkennung des Deutschen Tanzsportverband als Tanzsportbetonte Schule[6]
- 2017: Sportabzeichen Schulwettbewerb – Platz 1
- 2017: Jugend trainiert für Olympia – Platz 1 im Bezirksvorentscheid Handball Jungen WK 2 und WK 3
- 2018: Cambridge Certificate
- 2018: Jugend trainiert für Olympia – Platz 3 im Bezirksvorentscheid Fußball Jungen WK 3, Platz 2 im Bezirksvorentscheid Fußball Mädchen WK 3, sowie Platz 1 im Kreisentscheid Fußball Jungen WK 3